# 構造地質学
構造地質学（こうぞうちしつがく、英語: structural geology）は、地球内部での物理的作用による地層や岩石の変形の記載や、変形プロセスの分析を行う学問分野である。構造地質学は、地質構造を研究対象とする。
広義の構造地質学ではテクトニクスを含む。

## 研究法
構造地質学の研究法は、大きく3つに分類できる。

### 幾何学的研究
野外で観察可能な地質構造を計測した結果を記載する研究である。地質調査などにより得られたデータをもとに、地質構造が地質図に記載される。

### 運動学的研究
地質構造の形成が、どのような運動により進んだかを時系列的に解明する研究である。性質の異なる地層や岩石それぞれの形成年代および順序を解明するにあたり、相対年代および絶対年代の情報が用いられる。

### 力学的研究
地層および岩石の物性と、周辺の物理的条件の関係性を解明する研究である。地質構造を形成する物理的条件の定量的な研究であり、岩石力学および流体力学などの知見を用いる。この分野は構造物理学とよばれる。

## 応用
構造地質学の知見は資源探査のうえで必要とされてきた。現代では、活断層研究のほか、地すべりなどの自然災害への対策、地層処分などでも構造地質学の知識が利用できる。